# Contault
Contault és un municipi francès, situat al departament del Marne i a la regió del Gran Est. L'any 2007 tenia 70 habitants.

## Demografia

### Població
El 2007 la població de fet de Contault era de 70 persones. Hi havia 24 famílies, de les quals 4 eren unipersonals (4 homes vivint sols), 12 parelles sense fills i 8 parelles amb fills.
La població ha evolucionat segons el següent gràfic:
Habitants censats

### Habitatges
El 2007 hi havia 33 habitatges, 27 eren l'habitatge principal de la família, 3 eren segones residències i 3 estaven desocupats. Tots els 33 habitatges eren cases. Dels 27 habitatges principals, 26 estaven ocupats pels seus propietaris i 1 estava llogat i ocupat pels llogaters; 2 tenien dues cambres, 3 en tenien tres, 5 en tenien quatre i 17 en tenien cinc o més. 21 habitatges disposaven pel capbaix d'una plaça de pàrquing. A 18 habitatges hi havia un automòbil i a 8 n'hi havia dos o més.

### Piràmide de població
La piràmide de població per edats i sexe el 2009 era:
| Homes | Edats   | Dones |
| ----- | ------- | ----- |
| 0     | 95 o +  | 0     |
| 0     | 90 a 94 | 0     |
| 0     | 85 a 89 | 0     |
| 0     | 80 a 84 | 0     |
| 4     | 75 a 79 | 0     |
| 4     | 70 a 74 | 4     |
| 0     | 65 a 69 | 0     |
| 0     | 60 a 64 | 4     |
| 0     | 55 a 59 | 0     |
| 4     | 50 a 54 | 0     |
| 4     | 45 a 49 | 0     |
| 4     | 40 a 44 | 8     |
| 0     | 35 a 39 | 0     |
| 0     | 30 a 34 | 0     |
| 0     | 25 a 29 | 0     |
| 0     | 20 a 24 | 4     |
| 4     | 15 a 19 | 4     |
| 0     | 10 a 14 | 4     |
| 0     | 5 a 9   | 0     |
| 4     | 0 a 4   | 0     |

## Economia
El 2007 la població en edat de treballar era de 43 persones, 32 eren actives i 11 eren inactives. De les 32 persones actives 31 estaven ocupades (16 homes i 15 dones) i 1 aturada (1 dona i 1 dona). De les 11 persones inactives 7 estaven jubilades, 3 estaven estudiant i 1 estava classificada com a «altres inactius».
Activitats econòmiques
L'únic establiment que hi havia el 2007 era d'una empresa classificada com a «altres activitats de serveis».
L'any 2000 a Contault hi havia 9 explotacions agrícoles.

## Poblacions més properes
El següent diagrama mostra les poblacions més properes.